# Bothus tricirrhitus
Bothus tricirrhitus är en fiskart som beskrevs av Kotthaus, 1977. Bothus tricirrhitus ingår i släktet Bothus och familjen tungevarsfiskar. Inga underarter finns listade.